# Magyar Telepesek Iskolája
A Magyar Telepesek Iskolája, amely ma a Magyar Telepesek Múzeumnak ad otthont, egy történelmi iskolaépület a 27455 Louisiana Highway 43 szám alatt, Albanyban (Louisiana, Egyesült Államok).
Az eredetileg 1910 körül a louisianai Springfieldben épült építményt 1928-ban költöztették Albanyba, ahol 1943-as bezárásáig működött, majd idősotthonná alakították át, ebben a minőségében 1976-ig üzemelt. 2003-ban jött létre az Árpádhon Magyar Település Történelmi Társaság, amely célul tűzte ki az iskolaépület múzeummá alakítását. A Magyar Telepesek Múzeumának ünnepélyes megnyitóját 2017. szeptember 27-én tartották.
Az épület 2001. augusztus 2-ától szerepel a Nemzeti Történelmi Helyek Nyilvántartásában.